# Bacolor
Bacolor là một đô thị hạng 4 ở tỉnh Pampanga, Philippines.
Don Guillermo Manabat là một địa chủ được cho là người lập nên Bacolor.

## Barangay
Bacolor được chia thành 21 barangay.
| - Balas - Cabalantian - Cabambangan (Pob.) - Cabetican - Calibutbut - Concepcion - Dolores - Duat - Macabacle - Magliman - Maliwalu | - Mesalipit - Parulog - Potrero - San Antonio - San Isidro - San Vicente - Santa Barbara - Santa Ines - Talba - Tinajero |